# Vanish
Vanish é uma marca de produtos de remoção de manchas de propriedade da Reckitt Benckiser, vendida na Austrália, Índia, Indonésia, África do Sul, América Latina, Reino Unido e grande parte da Europa. Na América do Norte, esses produtos são vendidos sob a marca Resolve.
A Vanish é a líder global do mercado de removedores de manchas na categoria de tratamento de tecido, que é vendida em mais de 60 países em todo o mundo.
A marca chegou ao Brasil no ano 2000, passando a ser reconhecida como líder na categoria tira manchas.